# Homeland (Georgia)
Homeland – miasto w Stanach Zjednoczonych, w stanie Georgia, w hrabstwie Charlton.